# Failed at Math(s)
Failed at Math(s) é o álbum de estreia da banda britânica de indie rock Panchiko. O álbum foi lançado pela própria banda em 5 de maio de 2023. O álbum consiste no primeiro material inédito gravado pela banda desde sua reunião após a descoberta do EP de estreia, D>E>A>T>H>M>E>T>A>L.

## Antecedentes
Panchiko era originalmente composto por quatro amigos que gravaram uma variedade de EPs e se separaram rapidamente depois em 2000. Em 2020, a banda decidiu se reformar após a busca bem-sucedida por seu EP de estreia, D>E>A>T>H>M>E>T>A>L, onde uma cópia foi originalmente encontrada em uma loja de caridade.
Failed at Math(s) foi anunciado em 13 de fevereiro de 2023. Três singles foram lançados para o álbum; "Failed at Math(s)", que foi lançado em 8 de março; "Until I Know", lançado em 30 de março; e "Portraits", lançado em 12 de abril. Os videoclipes dos singles, bem como da faixa "Gwen Everest", foram lançados no canal da banda no YouTube. A arte do lançamento e seus videoclipes foram criados pelo pintor japonês Shunsaku Hayashi.

## Composição
Failed at Math(s) foi descrito como indie rock, trip hop e eletrônico. Algumas das faixas do álbum, como "Until I Know", "Gwen Everest", "Think That's Too Wise" e "Rocking with Keith" foram o produto de demos retrabalhadas previamente gravadas pela banda antes de se separarem. Essas demos foram lançadas no álbum de compilação, Ferric Oxide (Demos 1997–2001).

"Condições específicas foram cultivadas para recriar o processo de escrita de 20 anos atrás: sentado no sofá, cercado por salgadinhos e consoles de jogos; máquinas de música foram sampleadas, letras murmuradas e três progressões de acordes foram dedilhadas sobre loops de bateria, bipes e bloops."

—Andy Wright, Maio de 2023
A faixa de abertura "Failed at Math(s)" foi descrita como uma faixa lo-fi contendo "sintetizador brilhante, batidas atmosféricas sujas e vocais distorcidos". Andy Wright, um membro da banda Panchiko, explicou em uma entrevista que a faixa é sobre se libertar de hábitos para melhorar a si mesmo. A faixa "Portraits" foi descrita como uma faixa sombria e suave com instrumentais ambientais. Owain Davies, o vocalista da banda, discutiu como a música "cobre sentimentos de pressão e lidar com as coisas por conta própria".
A faixa "Gwen Everest" contém letras sobre assistir um ente querido fazer escolhas ruins e ver as consequências acontecerem. A faixa foi uma das demos retrabalhadas gravadas anteriormente pela banda. O encerramento do álbum, "Rocking with Keith", foi outra demo retrabalhada e foi descrita como "[ostentando] um recurso de piano proeminente e dura mais de cinco minutos e meio". De acordo com Davies, a faixa foi originalmente gravada em um multitracker Akai DPS12.

## Lançamento

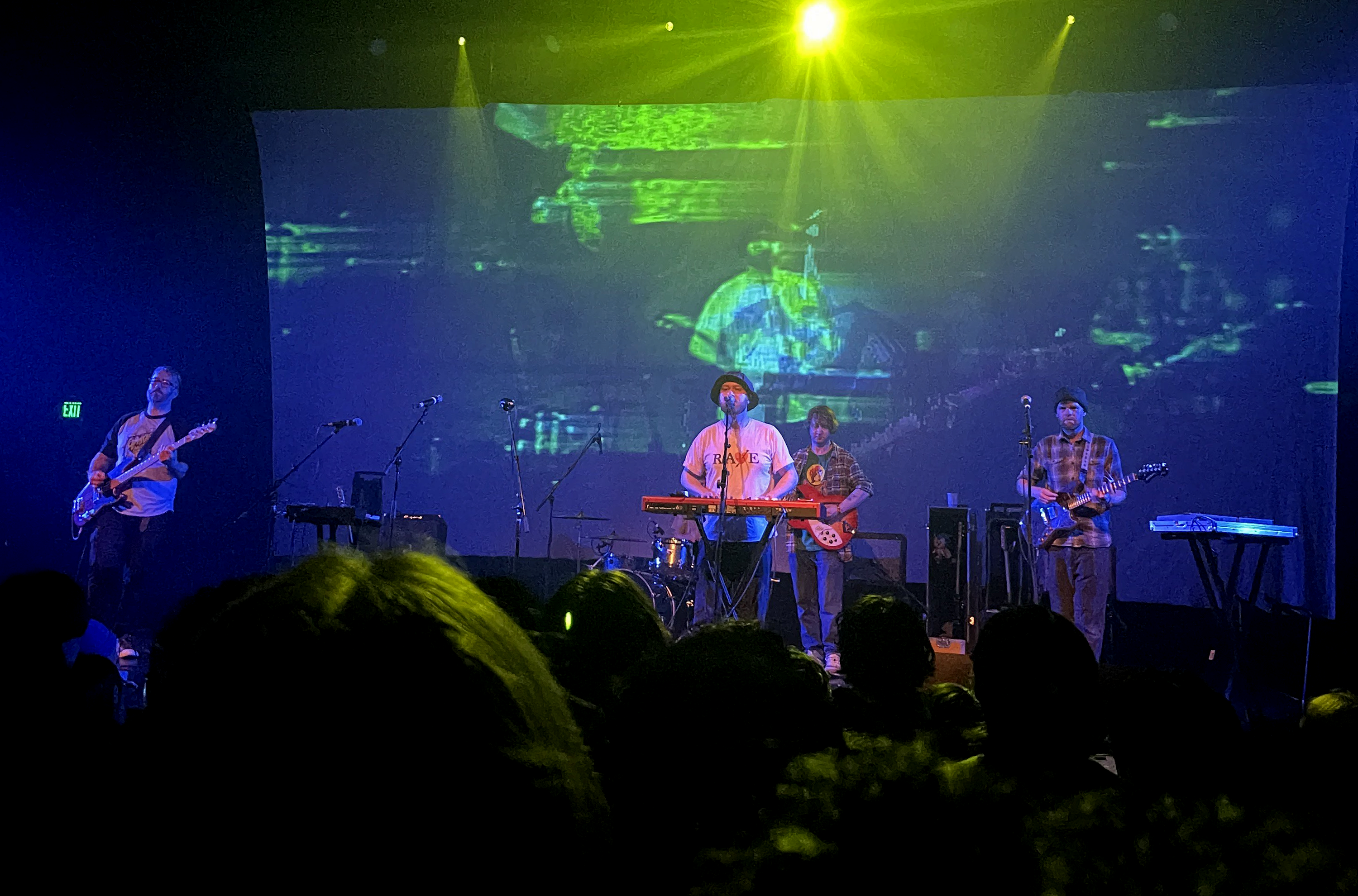
Panchiko tocando ao vivo na turnê Failed at Math(s)

Failed at Math(s) foi lançado em 5 de maio de 2023 em CD, LP e serviços digitais. O álbum marcou o primeiro material novo da banda em 23 anos e seu primeiro álbum de estúdio no total.
Para coincidir com o lançamento do álbum, a banda embarcou em uma turnê pelos Estados Unidos com as bandas de apoio Horse Jumper of Love e LSD and the Search for God, que mais tarde se expandiu para o Reino Unido e Europa. Esta turnê começou em 5 de maio em Seattle e terminou em 1 de dezembro em Bolonha.

## Faixas
Todas as faixas foram escritas e produzidas por Panchiko.
| N.º | Título                  | Duração |  |
| 1.  | "Failed at Math(s)"     | 2:40    |  |
| 2.  | "Portraits"             | 3:42    |  |
| 3.  | "Until I Know"          | 3:23    |  |
| 4.  | "Breakfast Séance"      | 2:50    |  |
| 5.  | "Find It (A Song)"      | 2:17    |  |
| 6.  | "Gwen Everest"          | 3:04    |  |
| 7.  | "Think That's Too Wise" | 2:25    |  |
| 8.  | "Rocking with Keith"    | 5:36    |  |

## Créditos

#### Panchiko
- Owain Davies
- Andy Wright
- Shaun Ferreday
- John Schofield
- Rob Harris

#### Outros
- Shunsaku Hayashi – ilustração de arte da capa